# Microsoft接口定义语言
Microsoft接口定义语言（英語：Microsoft Interface Definition Language；缩写：MIDL）是微软的基于文本的接口描述语言。扩展自DCE/RPC IDL用于微软的组件对象模型（Component Object Model）。 它的编译器是MIDL.exe（随Microsoft Windows SDK发行）。MIDL用于远程过程调用（RPC）的接口、DCOM接口、OLE自动化的类型库等的描述.

## 简介
每个IDL文件包含一个或多个interface定义。每个interface定义由interface头部与interface体组成。interface头部给出了接口的整体信息；如果含关键字object，表示这是一个COM接口，否则表示这是一个DCE RPC接口。interface体给出了所有需要暴露的信息。
IDL文件中一个接口的结构信息：
```
[
 
//header

  
//Interface attributes go here.

]

interface
 
INTERFACENAME
 
//body

{

//The interface body goes here.

}

library
 
TyeLibraryFileName

{

  
//Type library Information

}

```

IDL文件接口示例：
```
[

    
object
,

    
uuid
(
C0E20128
-
DB19
-
4
DB3
-
BCA1
-
24595
E5E24A8
),

    
dual
,

    
nonextensible
,

    
helpstring
(
"IConfig Interface"
),

    
pointer_default
(
unique
)

]

interface
 
ILogManager
 
:
 
IDispatch

{

    
[
id
(
1
),
 
helpstring
(
"Initializes ILogManager"
)]
 
HRESULT
 
Initialize
([
in
]
 
IConfig
*
 
Config
);

    
[
id
(
2
),
 
helpstring
(
"Logs MemberClaims"
)]
 
HRESULT
 
LogMemberClaims
([
in
]
 
IMember
*
 
Member
);

    
[
id
(
3
),
 
helpstring
(
"Logs ILogData to specified destination"
)]
 

            
HRESULT
 
Log
([
in
]
 
ILogData
*
 
LogData
);

};

library
 
MyTypeLibraryFileLib

{

 
[

  
uuid
(
B3F6C9C4
-
26
AE
-
451
B
-
9788
-
75
F6C648DBF4
),

  
helpstring
(
"LogManager Class"
)

 
]

 
coclass
 
LogManager

 
{

  
[
default
]
 
interface
 
ILogManager
;

 
};
 

}

```

类型库用于向编译器提供关于类、接口、枚举等的COM对象或COM接口的信息。类型库是二进制文件。MIDL编译器处理IDL文件并创建类型库文件、头文件、proxy文件。例如：
```
midl myfilectl.idl /tlb myfilectl.tlb /h
```

其中/h产生C++头文件。
MIDL编译器编译name.idl默认产生的文件，对于RPC接口为:
```
Client stub (name_c.c)
Server stub (name_s.c)
Header file (name.h)
```

对于COM接口默认产生的文件:
```
Interface proxy/stub file (name_p.c) 给客户/服务器的surrogate entry points
Interface header file (name.h) 包含IDL文件中定义的接口的类型定义与函数声明，以及stub调用的子例程的前向声明。
Interface UUID file (name_i.c) 接口ID文件，定义IDL文件中的每个接口的GUID
类型库文件(name.tlb)
Dlldata.c 创建proxy/stub DLL所需要的数据
```

如果接口属性列表中有local属性，编译进产生接口的头文件, Name.h.

## 历史
MIDL 3.0版支持按照类似于C♯的格式写idl文件。这要求使用Microsoft Windows SDK 10.0.17134.0版或以上，其所包含的midl.exe 为8.01.0622版或以上，编译时使用/winrt选项。接口中的非local的成员函数返回类型只能是HRESULT 或 SCODE，早于3.0的版本还允许返回类型为void，但这种3.0版本中将编译报错。

## 语言内容
接口可以前向声明，以便被引用。
类型定义(typedef)、construct声明、import指令（类似于C语言预处理器include指令），可以出现在interface体的外部。IDL文件的这些定义都会出现在产生的头文件中；所有接口的所有过程都会被创建stub例程。

### MIDL数据类型
数组定义遵从C语言的标准，数组下界必须为0。 一对方括号内如果只有一个数，表示数组下界为0上界为N-1；如果方括号内为*号，表示下界为0上界在运行时确定；[lower...upper]明确给出上下限。多维数组只有最左维可以不在编译时指定。
封装的联合类型（encapsulated union）是指类型的通过switch定义的判别数据成员（discriminant）也被封装在类型中。如下例：
```
typedef
 
union
 
_S1_TYPE
 
switch
 
(
long
 
l1
)
 
U1_TYPE
 

{
 

    
case
 
1024
:
 

        
float
 
f1
;
 

    
case
 
2048
:
 

        
double
 
d2
;
 

}
 
S1_TYPE
;

```

```
/* 在产生的头文件中： */
 

typedef
 
struct
 
_S1_TYPE
 

{
 

    
long
 
l1
;
 

    
union
 

    
{
 

        
float
 
f1
;
 

        
double
 
d2
;
 

    
}
 
U1_TYPE
;
 

}
 
S1_TYPE
;

```

### 类型库
类型库是二进制文件(.tlb)包含了一个ActiveX应用程序暴露的类型与对象的信息。可包括：
- 数据类型信息，如：aliases, enumerations, structures, unions.
- 对象描述，每一个这样的描述称作typeinfo。如：module, interface, IDispatch interface (dispinterface), component object class (coclass). 可以理解接口是抽象类，coclass是接口的物理实现类。
- 引用别的类型库的类型描述。

类型库可以是midl编译产生的单独的二进制文件(.tlb，表示type library)。也可以用资源编译器(rc.exe)把.tlb文件增加到DLL或exe文件中。带有1个或多个类型库资源的DLL典型具有文件扩展名.olb (object library). tlb文件在资源文件(.rc)中必须写成如下形式，带有整数辨识符、类型为TypeLib：
```
1 typelib mylib1.tlb
2 typelib mylib2.tlb
```

把tlb登记在Windows注册表，可以用.NET FRAMEWOK带有的regtlibv12.exe，通常在这样的目录下：
```
C:\WINDOWS\Microsoft.NET\Framework\v4.0.30319\regtlibv12.exe
```

各种类型库工具（如编译器、object browser等）通过 ITypeLib 这样的接口访问二进制类型库信息。
类型库描述语言是ODL，最顶层语法结构是library语句。
MIDL的数据类型中, boolean基础类型等价于VT_UI1；BOOL数据类型被定义为long；如果希望使用VT_BOOL，那应该用VARIANT_BOOL数据类型。
下述代码装入并在Windows注册表中注册一个类型库：
```
ITypeLib
 
*
pTypeLib
;

HRESULT
 
hr
;

hr
 
=
 
LoadTypeLibEx
(
"example.tlb"
,
 
REGKIND_REGISTER
,
 
&
pTypeLib
);

if
(
SUCCEEDED
(
hr
))

{

    
pTypeLib
->
Release
();

}
 
else
 
{

    
exit
(
0
);
 
// Handle errors here.

}

```